# علاقات ألبانيا الخارجية
العلاقات الخارجية لألبانيا (بالإنجليزية: Foreign relations of Albania) هي علاقاتها مع الحكومات والشعوب الأخرى. تجري هذه العلاقات عن طريق وزارة الخارجية في تيرانا. الوزيرة الحالية هي أولتا جاشكا. والسفير الحالي لدى الأمم المتحدة هو فريت خوجا.
تُعدّ ألبانيا دولة ذات سيادة في جنوب أوروبا والبحر الأبيض المتوسط أوكانت قد أعلنت استقلالها في 28 نوفمبر عام 1912. حافظت في سياستها الخارجية على مبدأ التكامل من خلال محاولة إقامة علاقات ودية مع جميع البلدان. منذ سقوط الشيوعية في عام 1990، وسَّعت ألبانيا مسؤولياتها وموقعها في الشؤون الأوروبية والدولية، ودعمت وأقامت علاقات ودية مع الدول الأخرى في جميع أنحاء العالم.
تتكون العوامل الرئيسية التي تحدد السياسة الخارجية الألبانية من الموقع الجيوسياسي والسكان والأزمة الاقتصادية والعلاقات مع الشتات الألباني في جميع أنحاء العالم. بالإضافة إلى أنها تحتفظ بعلاقات دبلوماسية قوية مع الاتحاد الأوروبي (بشكل أساسي كرواتيا وفرنسا وألمانيا وإيطاليا) ودول البلقان (بشكل أساسي كوسوفو واليونان ومقدونيا الشمالية) والعالم العربي وكندا والصين وتركيا وإسرائيل والهند واليابان وكوريا الجنوبية وسويسرا والمملكة المتحدة والولايات المتحدة.
تتمثل الأهداف الرئيسية للسياسة الخارجية الألبانية في انضمام ألبانيا إلى الاتحاد الأوروبي، والاعتراف الدولي بكوسوفو وطرد ألبان الشام ومساعدة وحماية حقوق الألبان في الجبل الأسود ومقدونيا الشمالية واليونان وصربيا وإيطاليا والشتات الألباني.
تم التصويت لألبانيا لتصبح عضوًا في مجلس الأمن التابع للأمم المتحدة المكون من 15 دولة لمدة عامين، 2022-23.

## نظرة عامة
اهتمت حكومة ألبانيا بالتطورات في كوسوفو المجاورة، لا سيما في فترة ما بعد اتفاق دايتون. خلال حرب كوسوفو في عام 1999 وكذلك التطهير العرقي لألبان كوسوفو على يد الصرب إلى جانب تدفق اللاجئين اللاحق إلى البلاد، تم تأكيد وضع ألبانيا كحليف للولايات المتحدة. ظهرت ألبانيا على أنها داعمة للولايات المتحدة بشكل عام. ظلّ التأييد للولايات المتحدة عاليًا بنسبة 95% في الأغلبية المسلمة (56% من السكان) في ألبانيا على عكس بقية العالم الإسلامي.

## البلقان

### تركيا
خلال فترة ما بعد الحرب الباردة، جعلت التعقيدات والصراعات الجيوسياسية في البلقان ألبانيا تسعى للحصول على قوة حماية مع تركيا، وهي عضو في حلف شمال الأطلسي. خلال تسعينيات القرن العشرين، تميزت علاقات الدولة بين ألبانيا وتركيا بزيارات رفيعة المستوى واتفاقات عسكرية ونشر بعض الجنود الأتراك في المنطقة. تم التوقيع على اتفاق تعاون عسكري ألباني تركي في 29 يوليو عام 1992. ينطوي الاتفاق العسكري على تعليم وتدريب الأفراد والتعاون الثنائي في إنتاج الأسلحة والمناورات العسكرية المشتركة وتبادل الوفود العسكرية واللجان المشتركة بشأن توسيع نطاق الروابط العسكرية في المستقبل. شمل الاتفاق أيضًا إعادة بناء قاعدة باشا ليمان الألبانية في خليج فلوري على البحر الأيوني بواسطة تركيا، مقابل منح تركيا حق الوصول والاستخدام. درّبت تركيا القوات المسلحة الألبانية، ولا سيما الضباط ووحدات الكوماندوز. خلال الحرب الأهلية في عام 1997، شاركت تركيا جنبًا إلى جنب مع دول أخرى في عملية ألبا من خلال توفير لواء عسكري مكون من 800 جندي تركي لاستعادة النظام وكانت مشاركتها بمثابة قوة كبرى لتحقيق الاستقرار.
تعتبر تركيا صداقتها مع ألبانيا مهمة بسبب سياق علاقات الدولة مع اليونان ومن خلال السياسة استغلت الصعوبات الناشئة في العلاقات الألبانية اليونانية. كان وجود حليف قوي في تركيا مناسبًا لألبانيا في بعض الأحيان فيما يتعلق بالعلاقات الصعبة بين الولايات مع اليونان. ساهم ظهور ألبانيا في البلقان كشريك رئيسي في حلف شمال الأطلسي في إقامة علاقات ألبانية تركية جيدة وقوية، لا سيما فيما يتعلق بالمسائل العسكرية. استهدف التحالف العسكري خلال التسعينيات بين تركيا وألبانيا ضد صربيا في إعلان حالة انتشار حرب على كوسوفو على مستوى إقليمي أوسع. أعربت اليونان عن مخاوفها بشأن العلاقات التركية مع ألبانيا وفسرتها على أنها إجراء معاد لليونان لعزلها في السياق الأوسع وذلك لأن ألبانيا تُعدّ منفذًا محتملًا لتوسيع نفوذ المسلمين وتحالف تركيا مع المسلمين أيضًا في البلقان. من ناحية أخرى، زعمت تركيا أن اليونان رفعت من وطأة هذه التوترات داخل المنطقة وأعربت عن مخاوفها بشأن الجدل الألباني واليوناني إذ صرّحت أنقرة عن تحيز جزئي من جانب ألبانيا، ما أثار غضب اليونانيين. نددت اليونان، بعد علمها بالاتفاقات العسكرية الألبانية التركية، بتدخل تركيا في الشؤون اليونانية. على الرغم من عدم اعتبارها رسميًا في تركيا كمنافس داخل ألبانيا، فقد تمكنت اليونان خلال اضطرابات عام 1997 من أن تصبح لاعبًا مؤثرًا في ألبانيا والفترة المبكرة من أزمة كوسوفو (1998-1999) عندما كان المسؤولون الألبان يتطلعون للحصول على المساعدة منها. تم استئناف توثيق العلاقات الألبانية التركية خلال أزمة كوسوفو التي جعلت كلا البلدين يتصرفان وفقًا للخطوط السياسية نفسها تجاه سلوبودان ميلوشيفيتش وقضية صربيا الكبرى.
أيدت تركيا عضوية ألبانيا لتصبح جزءًا من حلف شمال الأطلسي. ينظر الحلف إلى التعاون العسكري بين ألبانيا وتركيا على أنه عامل استقرار داخل منطقة البلقان القلقة بالفعل. أصبحت ألبانيا تعتمد بشكل كبير على المساعدات التركية وخاصة في مجال توفير الأمن العسكري. ما تزال تركيا بالنسبة لألبانيا حليفًا عسكريًا هامًا إلى جانب الولايات المتحدة من خلال نشر جنودها العسكريين، تواصل تركيا تدريب القوات المسلحة الألبانية وكذلك تقديم المساعدة في اللوجستيات وجهود التحديث للجيش الألباني. زودت تركيا ألبانيا بنُظم رادار لمراقبة المجال الجوي الألباني بالإضافة إلى معدات الاتصالات السلكية واللاسلكية. تتلقى ألبانيا مساعدات تركية في عمليات تدريب الشرطة. دعمت تركيا باستمرار ألبانيا منذ التسعينيات في الأمور المتعلقة بالاتحاد الأوروبي إذ ينظر كلا البلدين إلى عضوية الاتحاد الأوروبي كهدف نهائي وهدف مشترك في نهاية المطاف. تُعتبر العلاقات الدولية بين ألبانيا وتركيا علاقات ودية ووثيقة وذلك بسبب الحفاظ على صلات وثيقة مع الشتات الألباني في تركيا والعلاقات الاجتماعية والسياسية والثقافية والاقتصادية والعسكرية التركية القوية مع ألبانيا بالمجمل. دعمت تركيا المصالح الجيوسياسية الألبانية داخل البلقان. في استطلاعات الرأي التي أجرتها مؤسسة غالوب في الآونة الأخيرة، يُنظر إلى تركيا على أنها دولة صديقة بنسبة 73% من الناس في ألبانيا. أقامت ألبانيا علاقات سياسية واقتصادية مع الدول العربية، لا سيما مع دول الخليج العربي التي استثمرت بكثافة في البنية التحتية الدينية والنقل وغيرها إلى جانب قطاعات أخرى من الاقتصاد بالإضافة إلى الروابط المجتمعية المحدودة إلى حد ما التي تشترك فيها. تعمل ألبانيا أيضًا على تطوير العلاقات الاجتماعية والسياسية والاقتصادية مع إسرائيل.